# Rio Formoso
Rio Formoso é um município brasileiro do estado de Pernambuco, distante 88 km da capital, Recife. Sua população, conforme estimativas do IBGE de 2018, era de 23 440 habitantes.

## História
Originalmente, Rio Formoso foi um distrito de Recife, criado pela lei provincial nº 85, de 4 de maio de 1840. Essa condição se manteve por dez anos, até que a lei provincial nº 258, de 11 de junho de 1850, o elevou à condição de cidade, emancipando-o.

## Filhos notórios
- Ver Biografias de rio-formosenses notáveis